# Speicher Deichstraße 10
Der ehemalige Speicher Deichstraße 10, nördlich der Oste auf der Deichkante, in der niedersächsischen Samtgemeinde Land Hadeln, Gemeinde Osten im Landkreis Cuxhaven, stammt aus der Mitte des 18. Jahrhunderts. Aktuell (2024) wird es als Wohnhaus genutzt.
Das Gebäude steht unter Denkmalschutz (siehe auch Liste der Baudenkmale in  Osten (Oste)).

## Geschichte und Beschreibung
Zwischen Am Markt, Fährstraße, Kirchstraße und Deichstraße stehen denkmalgeschützte Gebäudegruppen: Das Gasthaus (Am Markt Nr. 1), Wohnhäuser (Am Markt Nr. 2, Deichstraße 14 und 16), der Speicher (Fährstraße 8b) sowie in der Deichstraße 10 die Kirche von 1747 und die Gebäude der Häuserzeile Deichstraße 6 bis 10 und Am Markt 3 und 5. Das Gebiet hat sich erst ab dem 14. Jh. entwickelt, als 1396 eine Vorgängerkirche (1745 abgerissen) entstand, nachdem eine Kirche auf dem Dubben durch eine Sturmflut zerstört wurde.

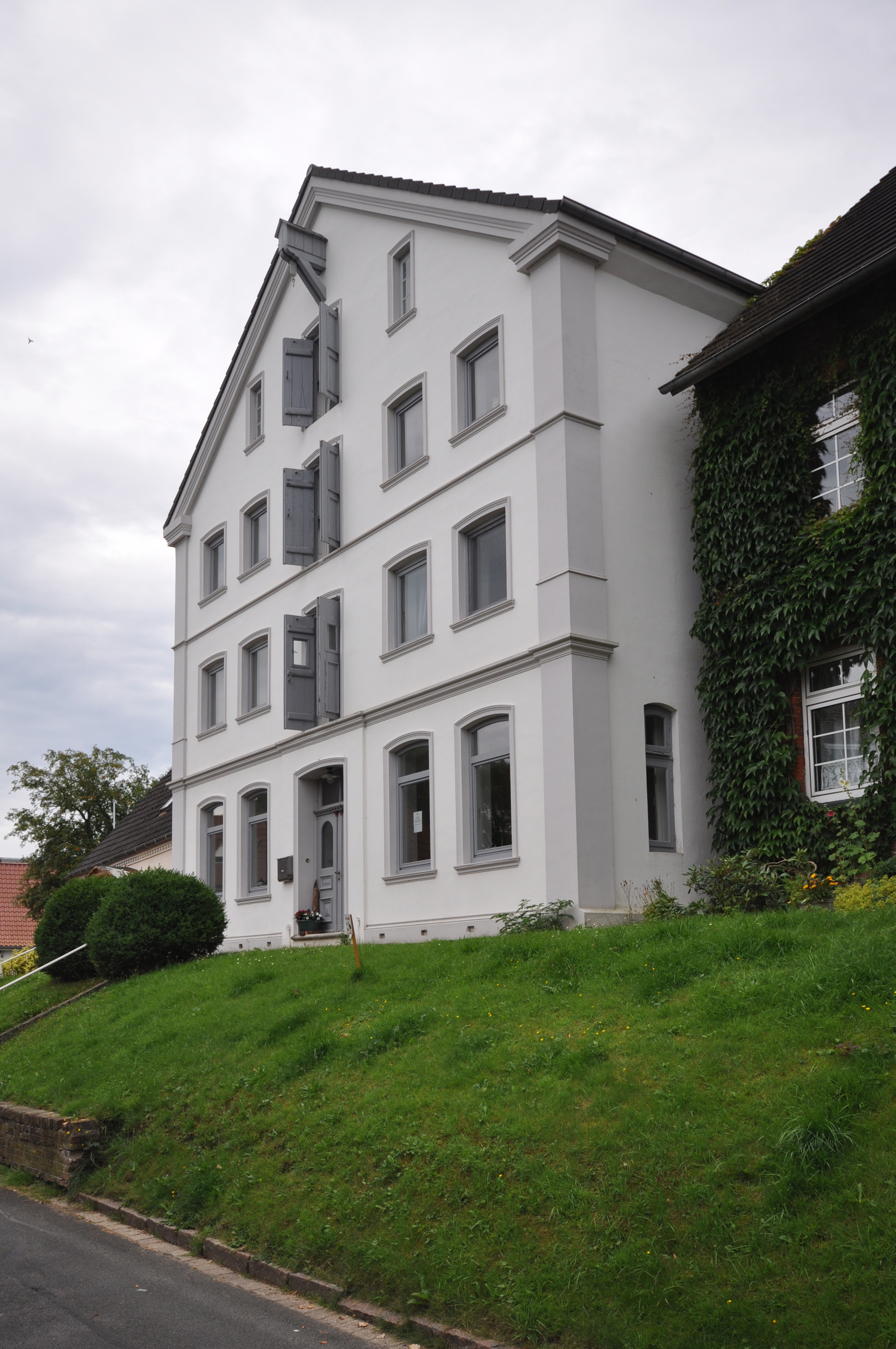

Das dreigeschossige giebelständige verputzte historisierende Gebäude in Backstein, mit hohlpfannengedecktem Satteldach und rechteckigen Fenstern mit profilierten Putzumrandungen und leichten segmentbogigen Öffnungen, wurde um 1860 gebaut. Die straßenseitige Fassade ist gegliedert durch profilierte Gurt- und Ortganggesimse sowie Ecklisenen. Durch mittige Ladeluken und den noch vorhandenen Kranbalken im Giebeldreieck wurde der Speicher bedient. In dem zum Wohnhaus umgebauten Haus befindet sich im Erdgeschoss eine Kunstausstellung.
Das Landesdenkmalamt befand u. a.: „Die Wohnhäuser Deichstraße 6 und 8 und das Speichergebäude Deichstraße 10 dokumentieren in dieser Standortlage drei unterschiedliche Bautypen in schlichter Gestaltung und prägen markant die Ufersilhouette. […] An der Erhaltung des heute als Wohnhaus genutzten Speichers, auch als Teil des Straßenzuges Deichstraße 6–10 in Osten, besteht wegen der geschichtlichen und städtebaulichen Bedeutung ein öffentliches Interesse.“